# والتر أندرسون (لاعب كرة قاعدة)
والتر أندرسون (بالإنجليزية: Walter Anderson)‏ هو لاعب كرة قاعدة أمريكي، ولد في 25 سبتمبر 1897 في غراند رابيدز في الولايات المتحدة، وتوفي في 6 يناير 1990 في باتل كريك في الولايات المتحدة.

## وصلات خارجية
- والتر أندرسون على موقعبيزبول رفرنس.كوم (الدوري الرئيسي) (الإنجليزية)
- والتر أندرسون على موقعبيزبول رفرنس.كوم (الدوري الثانوي) (الإنجليزية)
- والتر أندرسون على موقع مشجعي الرسوم البيانية (الإنجليزية)